# チャンプ・ラグビー2025-26
チャンプ・ラグビー2025-26（2025-26 Champ Rugby）は、イングランドにおけるラグビーユニオンクラブリーグの2部大会である。上位大会（1部）は「プレミアシップ・ラグビー2025-26」、下位大会（3部）は「ナショナルリーグ1 2025-26」となる。前季までの大会名は「RFUチャンピオンシップ（RFU Championship）」だった。

## 概要
2025年5月15日、ラグビーフットボールユニオン（RFU、イングランドラグビー協会）が、2部リーグの刷新を発表した。上述のように大会名の変更のほか、参加チーム数を2つ増やし14チームとする。
2024-25シーズンのナショナルリーグ1優勝チームのリッチモンドが昇格。2022年に経営破綻により離脱していたウースター・ウォリアーズが復活し、参加する。 

### 勝ち点
リーグシーズン（レギュラーシーズン）では、ホームとアウェーを変えて総当たり戦（各チーム26試合）を行い、勝ち点で順位が決まる。
勝ち点は、勝利4、引き分け2、負け0。さらにボーナスポイントが勝ち点に加算される。
7ポイント以内の差での敗戦でボーナスポイント1、勝敗にかかわらず4トライ以上獲得でボーナスポイント1が与えられる。

### 昇格・降格
リーグシーズン終了時の上位6チームが、プレーオフで優勝を決める。1位・2位は準決勝から、3位～6位は準々決勝から競う。自動昇格枠がないため、優勝チームはプレミアシップの最低運営基準（スタジアムの収容人数など）を満たしていれば、プレミアシップ最下位チームとの2試合制の入替戦に臨むことになる。
最下位（14位）は、下位大会ナショナルリーグ1に自動降格する。ナショナルリーグ1の優勝チームは、チャンプ・ラグビーへ自動昇格する。
下位大会との入替戦では、まず12位と13位のチームが対戦。その敗者は、ナショナルリーグ1の準優勝チームとの対戦に進む。

## 出場チーム
全14チーム。
| チーム                             | スタジアム                   | 収容人数        | 本拠地, 地域                           | 前シーズン順位          |
| ---------------------------------- | ---------------------------- | --------------- | -------------------------------------- | ----------------------- |
| イーリング・トレイルファインダーズ | Trailfinders Sports Ground   | 5,000 (2,115席) | West Ealing, ロンドン                  | 優勝                    |
| ベッドフォード・ブルーズ           | Goldington Road              | 5,000 (1,700席) | Bedford, ベッドフォードシャー          | 2位                     |
| コーニッシュ・パイレーツ           | Mennaye Field                | 4,000 (2,200席) | ペンザンス, コーンウォール             | 3位                     |
| ドンカスター・ナイツ               | Castle Park rugby stadium    | 5,183 (1,926席) | ドンカスター, サウス・ヨークシャー     | 4位                     |
| ハートプリー大学RFC                | Hartpury Stadium             | 2,000           | Hartpury, グロスタシャー               | 5位                     |
| コヴェントリー                     | Butts Park Arena             | 5,250 (3,000席) | コヴェントリー, ウェスト・ミッドランズ | 6位                     |
| ノッティンガムRFC                  | Lady Bay Sports Ground       | 3,700           | ノッティンガム, ノッティンガムシャー   | 7位                     |
| アンプティル                       | Dillingham Park              | 3,000           | Ampthill, ベッドフォードシャー         | 8位                     |
| ロンドン・スコティッシュFC         | Athletic Ground              | 4,500 (1,000席) | リッチモンド, ロンドン                 | 9位                     |
| チンノーRFC                        | Kingsey Road                 | 2,500           | Thame, オックスフォードシャー          | 10位                    |
| カルディRFC                        | Paton Field                  | 4,000           | Thurstaston, ウィラル, マージーサイド  | 11位                    |
| ケンブリッジRUFC                   | Grantchester Road            | 2,200 (200席)   | ケンブリッジ, ケンブリッジシャー       | 12位(最下位)            |
| リッチモンド                       | Athletic Ground, Richmond    | 4,500 (1,000席) | リッチモンド, ロンドン                 | ナショナルリーグ1で優勝 |
| ウースター・ウォリアーズ           | シックスウェイズ・スタジアム | 12,750          | ウスター, ウスターシャー               | 新規参加                |

## 順位表
出典：
勝ち点：勝利4、引き分け2、負け0。ボーナスポイント：勝敗にかかわらず4トライ以上獲得で1、7点差以内の負けで1。
| 順位 | チーム                             | 前シーズン 順位       | 勝敗   | 勝敗 | 勝敗 | 勝敗 | 得点 | 得点 | 得点     | ボーナス ポイント (BP) | ボーナス ポイント (BP) | 勝ち点 (BPを含む) | プレーオフ 昇格/降格 |
| 順位 | チーム                             | 前シーズン 順位       | 試合数 | 勝   | 分   | 負   | 得点 | 失点 | 得失点差 | 4トライ 以上獲得       | 7点差以内 の負け       | 勝ち点 (BPを含む) | プレーオフ 昇格/降格 |
| ---- | ---------------------------------- | --------------------- | ------ | ---- | ---- | ---- | ---- | ---- | -------- | ---------------------- | ---------------------- | ----------------- | -------------------- |
| 1    | イーリング・トレイルファインダーズ | 優勝                  | 0      | 0    | 0    | 0    | 0    | 0    | 0        | 0                      | 0                      | 0                 |                      |
| 1    | ベッドフォード・ブルーズ           | 2位                   | 0      | 0    | 0    | 0    | 0    | 0    | 0        | 0                      | 0                      | 0                 |                      |
| 1    | コーニッシュ・パイレーツ           | 3位                   | 0      | 0    | 0    | 0    | 0    | 0    | 0        | 0                      | 0                      | 0                 |                      |
| 1    | ドンカスター・ナイツ               | 4位                   | 0      | 0    | 0    | 0    | 0    | 0    | 0        | 0                      | 0                      | 0                 |                      |
| 1    | ハートプリー大学RFC                | 5位                   | 0      | 0    | 0    | 0    | 0    | 0    | 0        | 0                      | 0                      | 0                 |                      |
| 1    | コヴェントリー                     | 6位                   | 0      | 0    | 0    | 0    | 0    | 0    | 0        | 0                      | 0                      | 0                 |                      |
| 1    | ノッティンガムRFC                  | 7位                   | 0      | 0    | 0    | 0    | 0    | 0    | 0        | 0                      | 0                      | 0                 |                      |
| 1    | アンプティル                       | 8位                   | 0      | 0    | 0    | 0    | 0    | 0    | 0        | 0                      | 0                      | 0                 |                      |
| 1    | ロンドン・スコティッシュFC         | 9位                   | 0      | 0    | 0    | 0    | 0    | 0    | 0        | 0                      | 0                      | 0                 |                      |
| 1    | チンノーRFC                        | 10位                  | 0      | 0    | 0    | 0    | 0    | 0    | 0        | 0                      | 0                      | 0                 |                      |
| 1    | カルディRFC                        | 11位                  | 0      | 0    | 0    | 0    | 0    | 0    | 0        | 0                      | 0                      | 0                 |                      |
| 1    | ケンブリッジRUFC                   | 12位                  | 0      | 0    | 0    | 0    | 0    | 0    | 0        | 0                      | 0                      | 0                 |                      |
| 1    | リッチモンド                       | ナショナルリーグ1優勝 | 0      | 0    | 0    | 0    | 0    | 0    | 0        | 0                      | 0                      | 0                 |                      |
| 1    | ウースター・ウォリアーズ           | 新規                  | 0      | 0    | 0    | 0    | 0    | 0    | 0        | 0                      | 0                      | 0                 |                      |

勝ち点が同点の場合のタイブレーカー：(1) 勝利した試合数、(2) 得失点の差、(3) 獲得した合計ポイント数、(4) 同点チーム間の試合で獲得した合計ポイント数、(5) 最初の試合を除いた勝利した試合数、次に 2 番目の試合と、同点が確定するまで続ける。

## 関連大会
本大会と同時期に、イングランド最高峰リーグの「プレミアシップ・ラグビー2025-26」、フランス最高峰リーグの「2025-26 トップ14」、ヨーロッパ強豪国と南アフリカ共和国が参加する「2025-26ユナイテッド・ラグビー・チャンピオンシップ」が開催される。
|          | ヨーロッパ6か国 および 南アフリカ共和国 ほか ・      |                                                 |                                                   |                                                                         | |
| 上位大会 | 2025-26ヨーロピアンラグビーチャンピオンズカップ      | 2025-26ヨーロピアンラグビーチャンピオンズカップ | 2025-26ヨーロピアンラグビーチャンピオンズカップ   | 2025-26ヨーロピアンラグビーチャンピオンズカップ                         | 2025-26ヨーロピアンラグビーチャンピオンズカップ                                                                        |
| 下位大会 | 2025-26EPCRチャレンジカップ                          | 2025-26EPCRチャレンジカップ                     | 2025-26EPCRチャレンジカップ                       | 2025-26EPCRチャレンジカップ                                             | 2025-26EPCRチャレンジカップ                                                                                            |
|          |                                                      |                                                 |                                                   |                                                                         | |
|          | イングランド                                         | フランス                                        |                                                   | アイルランド・スコットランド・ウェールズ・イタリア・南アフリカ共和国 ・ | アイルランド・スコットランド・ウェールズ・イタリア・南アフリカ共和国 ・                                                |
| 1部大会  | プレム・ラグビー2025-26 (ギャラガー・プレム2025-26)  | 2025-26 トップ14                                | 2025-26ユナイテッド・ラグビー・チャンピオンシップ | 2025-26ユナイテッド・ラグビー・チャンピオンシップ                       | |
|          |                                                      |                                                 |                                                   |                                                                         | |
| 2部大会  | チャンプ・ラグビー2025-26 (旧 RFUチャンピオンシップ) | 2025-26 プロD2                                  |                                                   | 各 国内リーグ                                                           | オールアイルランド・リーグ、 スコティッシュ・プレミアシップ、 スーパーラグビー・カムリ、 セリエAエリート、カリーカップ |
| 3部大会  | ナショナルリーグ1                                    | シャンピオナ・フェデラル・ナシオナル            |                                                   | 各 国内リーグ                                                           | オールアイルランド・リーグ、 スコティッシュ・プレミアシップ、 スーパーラグビー・カムリ、 セリエAエリート、カリーカップ |